# Salón de la Fama del fútbol inglés
El salón de la fama del fútbol inglés (The English Football Hall of Fame) está ubicado en el National Football Museum en Mánchester, Inglaterra. El salón es un lugar para conmemorar y destacar los grandes logros de los mejores talentos de la historia del fútbol inglés, tanto jugadores, entrenadores y figuras en este deporte, incluye locales y extranjeros. 
El salón es una exhibición permanente en el museo. 

## Miembros del panel
Los miembros del salón de la fama son escogidos por un panel compuesto por los exjugadores: Jimmy Armfield, Sir Trevor Brooking, Jimmy Hill, Mark Lawrenson and Gordon Taylor.
Posteriormente, el entrenador de la selección de Inglaterra Graham Taylor y el ex internacional por Inglaterra Steve Hodge han servido en el panel, además de historiadores del fútbol.

## Miembros del salón de la fama

### Hombres

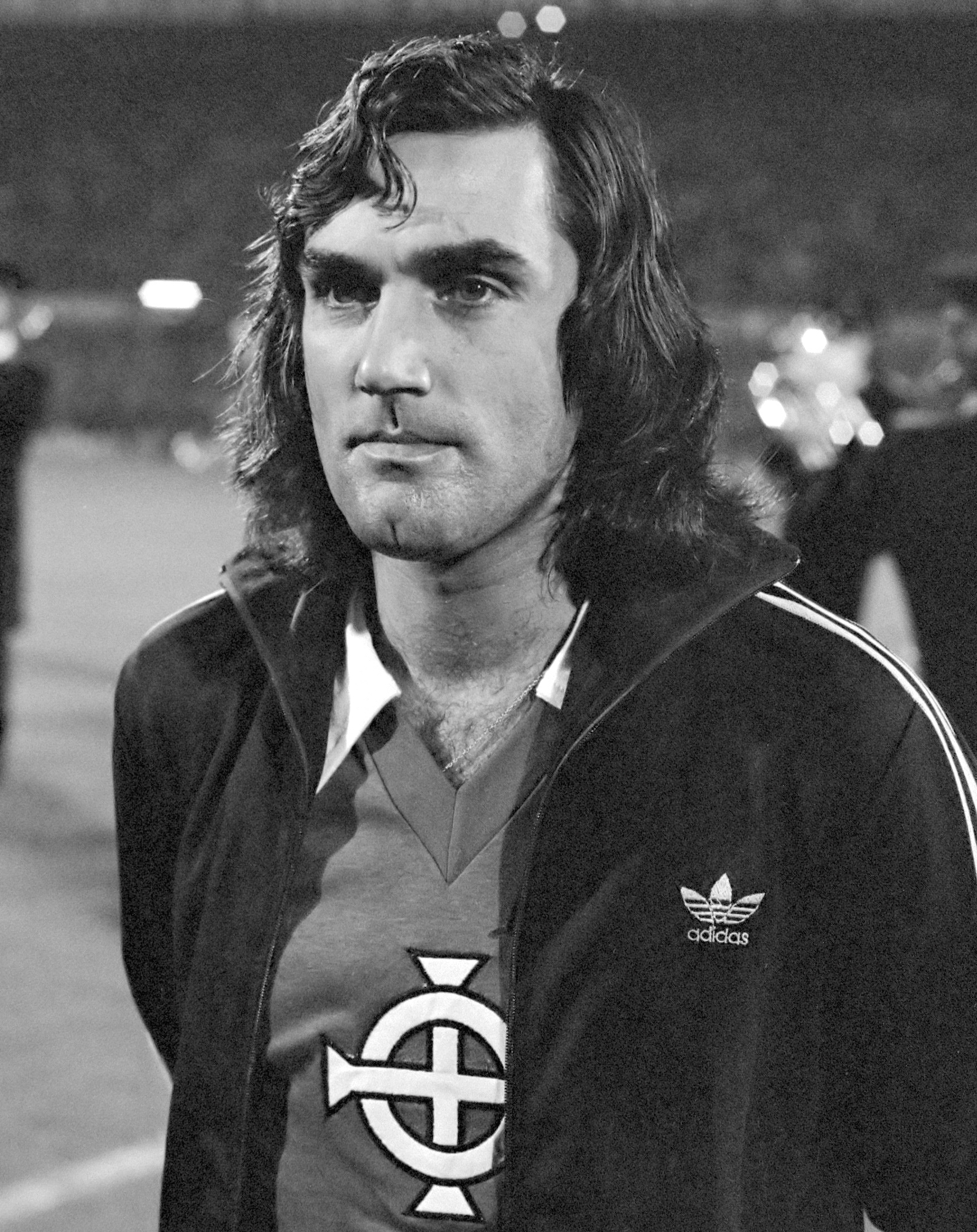
George Best, incluido en 2002.

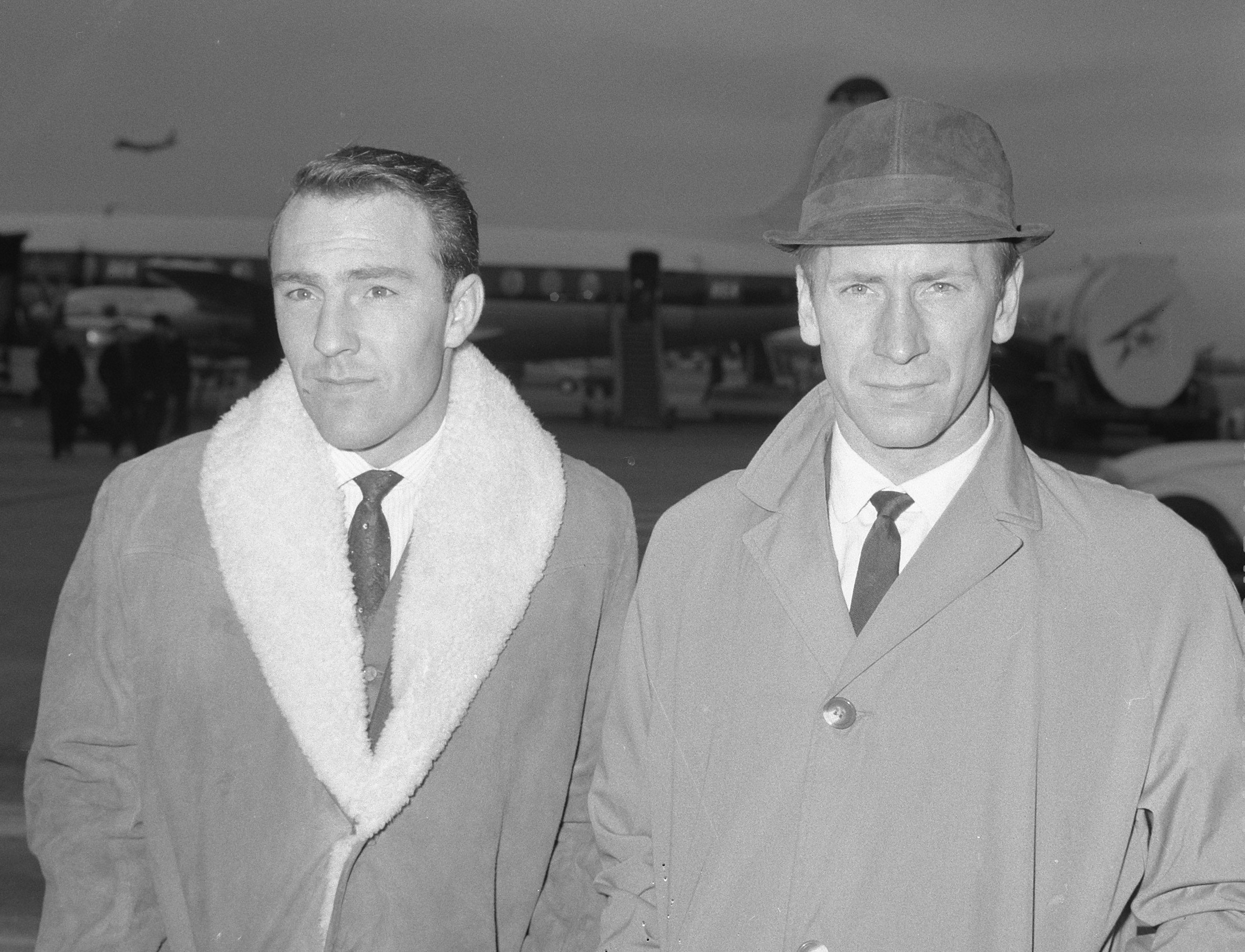
Jimmy Greaves y Bobby Charlton, ambos incluidos en 2002.

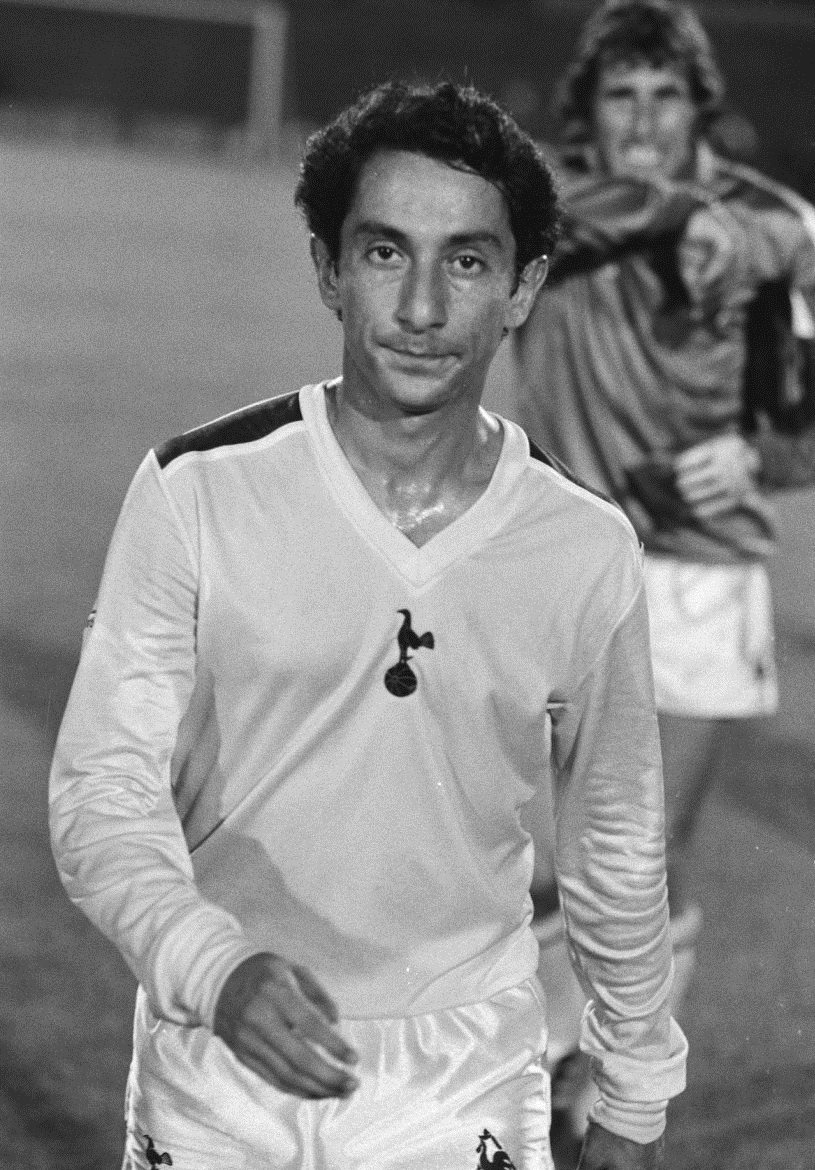
Osvaldo Ardiles, primer no europeo incluido en 2002.

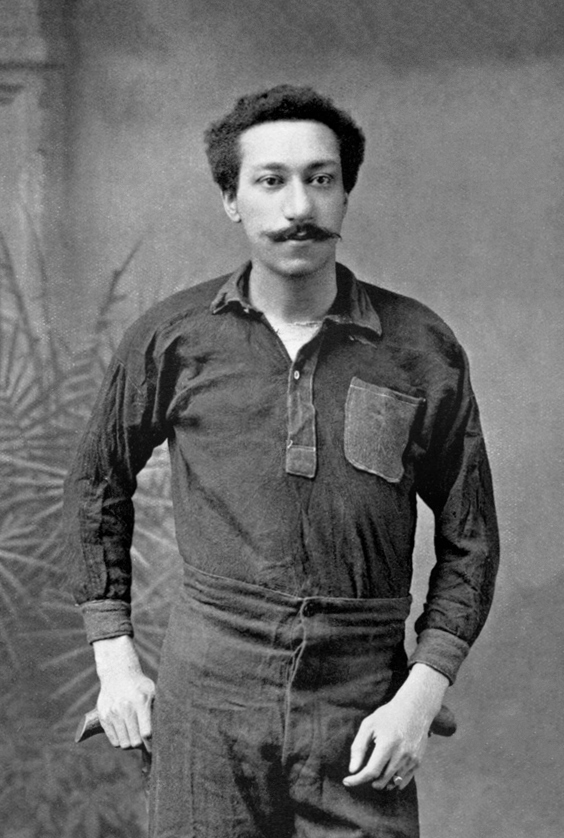
Arthur Wharton, incluido en 2003.

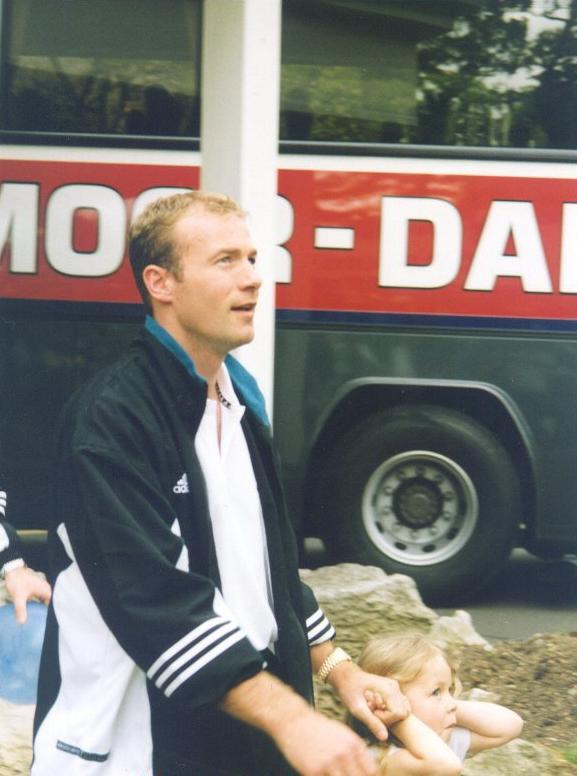
Alan Shearer, incluido en 2004.

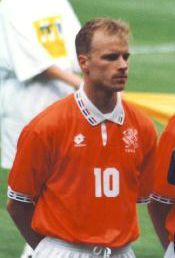
Dennis Bergkamp, incluido en 2007.

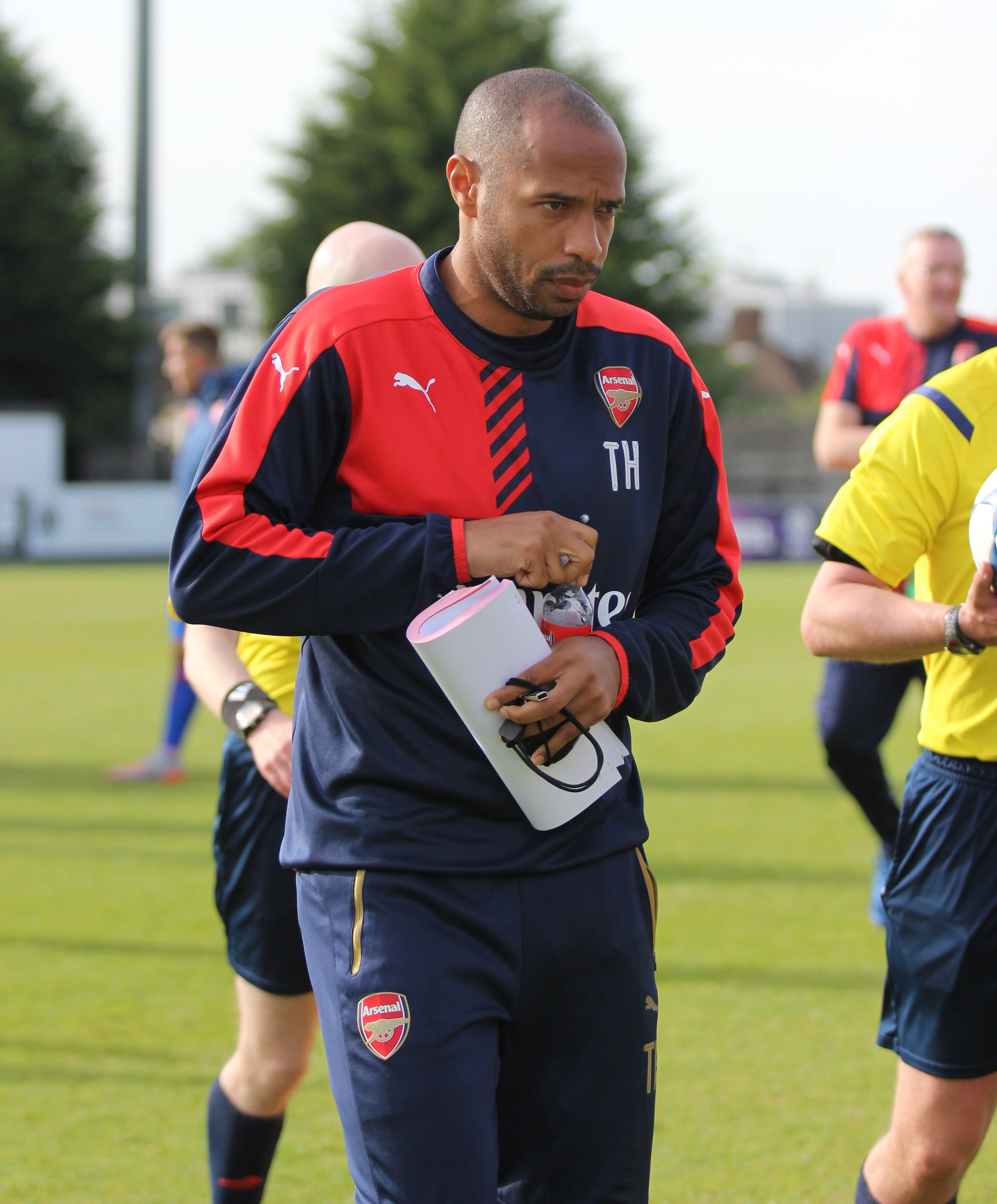
Thierry Henry, incluido en 2008.

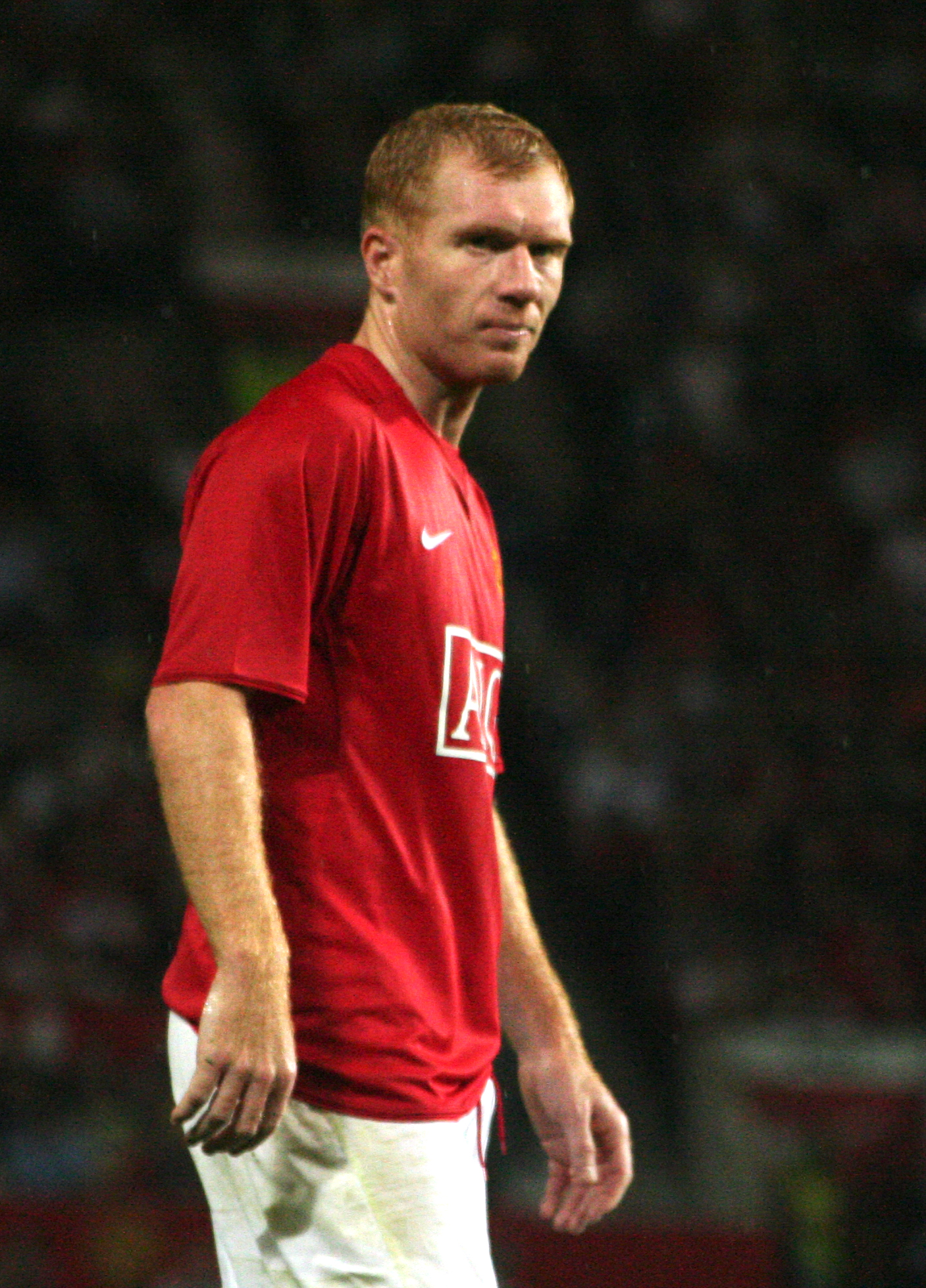
Paul Scholes, inducted in 2008.

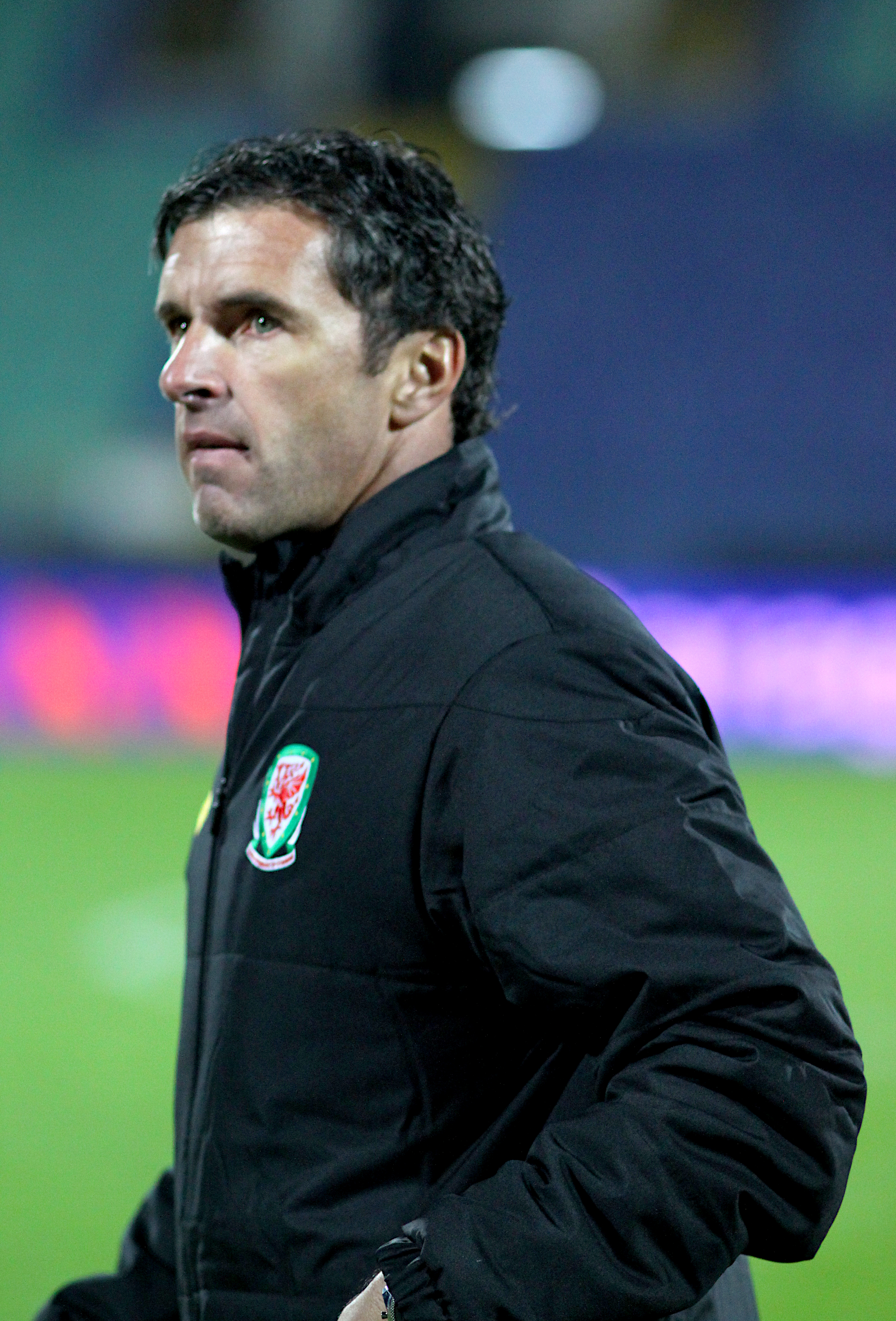
Gary Speed, incluido en 2017.

| Año  | Nombre             | Puesto | Nacionalidad      | Ref.   |
| ---- | ------------------ | ------ | ----------------- | ------ |
| 2002 | Gordon Banks       | POR    | Inglaterra        | [ 1 ]  |
| 2002 | George Best        | DEL    | Irlanda del Norte | [ 1 ]  |
| 2002 | Éric Cantona       | DEL    | Francia           | [ 1 ]  |
| 2002 | John Charles       | DEL    | Gales             | [ 1 ]  |
| 2002 | Bobby Charlton     | MED    | Inglaterra        | [ 1 ]  |
| 2002 | Kenny Dalglish     | DEL    | Escocia           | [ 1 ]  |
| 2002 | Dixie Dean         | DEL    | Inglaterra        | [ 1 ]  |
| 2002 | Peter Doherty      | DEL    | Irlanda del Norte | [ 1 ]  |
| 2002 | Duncan Edwards     | DEL    | Inglaterra        | [ 1 ]  |
| 2002 | Tom Finney         | DEL    | Inglaterra        | [ 1 ]  |
| 2002 | Paul Gascoigne     | MED    | Inglaterra        | [ 1 ]  |
| 2002 | Jimmy Greaves      | DEL    | Inglaterra        | [ 1 ]  |
| 2002 | Johnny Haynes      | DEL    | Inglaterra        | [ 1 ]  |
| 2002 | Kevin Keegan       | MED    | Inglaterra        | [ 1 ]  |
| 2002 | Denis Law          | DEL    | Escocia           | [ 1 ]  |
| 2002 | Nat Lofthouse      | DEL    | Inglaterra        | [ 1 ]  |
| 2002 | Dave Mackay        | DEF    | Escocia           | [ 1 ]  |
| 2002 | Stanley Matthews   | MED    | Inglaterra        | [ 1 ]  |
| 2002 | Bobby Moore        | DEF    | Inglaterra        | [ 1 ]  |
| 2002 | Bryan Robson       | MED    | Inglaterra        | [ 1 ]  |
| 2002 | Peter Shilton      | POR    | Inglaterra        | [ 1 ]  |
| 2002 | Billy Wright       | DEF    | Inglaterra        | [ 1 ]  |
| 2003 | Alan Ball          | MED    | Inglaterra        | [ 1 ]  |
| 2003 | Danny Blanchflower | DEF    | Irlanda del Norte | [ 1 ]  |
| 2003 | Pat Jennings       | POR    | Irlanda del Norte | [ 1 ]  |
| 2003 | Tommy Lawton       | DEL    | Inglaterra        | [ 1 ]  |
| 2003 | Gary Lineker       | DEL    | Inglaterra        | [ 1 ]  |
| 2003 | Stan Mortensen     | DEL    | Inglaterra        | [ 1 ]  |
| 2003 | Peter Schmeichel   | POR    | Dinamarca         | [ 1 ]  |
| 2003 | Arthur Wharton     | POR    | England           | [ 1 ]  |
| 2004 | Tony Adams         | DEF    | Inglaterra        | [ 2 ]  |
| 2004 | Viv Anderson       | DEF    | Inglaterra        | [ 3 ]  |
| 2004 | Billy Bremner      | MED    | Escocia           | [ 4 ]  |
| 2004 | Geoff Hurst        | DEL    | Inglaterra        | [ 5 ]  |
| 2004 | Roy Keane          | MED    | Irlanda           | [ 6 ]  |
| 2004 | Wilf Mannion       | DEL    | Inglaterra        | [ 7 ]  |
| 2004 | Alan Shearer       | DEL    | Inglaterra        | [ 8 ]  |
| 2005 | John Barnes        | MED    | Inglaterra        | [ 9 ]  |
| 2005 | Colin Bell         | MED    | Inglaterra        | [ 10 ] |
| 2005 | Jack Charlton      | DEF    | Inglaterra        | [ 11 ] |
| 2005 | Ryan Giggs         | MED    | Gales             | [ 12 ] |
| 2005 | Alex James         | DEF    | Escocia           | [ 13 ] |
| 2005 | Bert Trautmann     | POR    | Alemania          | [ 14 ] |
| 2005 | Ian Wright         | DEL    | Inglaterra        | [ 15 ] |
| 2006 | Liam Brady         | MED    | Irlanda           | [ 16 ] |
| 2006 | Alan Hansen        | DEF    | Escocia           | [ 17 ] |
| 2006 | Roger Hunt         | DEL    | Inglaterra        | [ 18 ] |
| 2006 | Jackie Milburn     | DEL    | Inglaterra        | [ 19 ] |
| 2006 | Martin Peters      | MED    | Inglaterra        | [ 20 ] |
| 2006 | Ian Rush           | DEL    | Gales             |        |
| 2006 | Gianfranco Zola    | DEL    | Italia            | [ 21 ] |
| 2007 | Peter Beardsley    | DEL    | Inglaterra        | [ 22 ] |
| 2007 | Dennis Bergkamp    | DEL    | Países Bajos      | [ 23 ] |
| 2007 | Glenn Hoddle       | MED    | Inglaterra        | [ 24 ] |
| 2007 | Mark Hughes        | DEL    | Gales             | [ 24 ] |
| 2007 | Billy Meredith     | DEL    | Gales             | [ 25 ] |
| 2007 | Graeme Souness     | MED    | Escocia           | [ 26 ] |
| 2007 | Nobby Stiles       | DEF    | Inglaterra        | [ 27 ] |
| 2008 | Jimmy Armfield     | DEF    | Inglaterra        | [ 28 ] |
| 2008 | David Beckham      | MED    | Inglaterra        | [ 29 ] |
| 2008 | Steve Bloomer      | DEL    | Inglaterra        |        |
| 2008 | Thierry Henry      | DEL    | Francia           | [ 30 ] |
| 2008 | Emlyn Hughes       | MED    | Inglaterra        |        |
| 2008 | Paul Scholes       | MED    | Inglaterra        | [ 31 ] |
| 2008 | Ray Wilson         | DEF    | Inglaterra        | [ 32 ] |
| 2009 | Ossie Ardiles      | MED    | Argentina         | [ 33 ] |
| 2009 | Cliff Bastin       | MED    | Inglaterra        | [ 34 ] |
| 2009 | Trevor Brooking    | MED    | Inglaterra        | [ 33 ] |
| 2009 | George Cohen       | DEF    | Inglaterra        | [ 33 ] |
| 2009 | Frank McLintock    | DEF    | Escocia           | [ 35 ] |
| 2009 | Len Shackleton     | DEL    | Inglaterra        | [ 36 ] |
| 2009 | Teddy Sheringham   | DEL    | Inglaterra        | [ 37 ] |
| 2009 | Frank Swift        | POR    | Inglaterra        | [ 38 ] |
| 2010 | Charlie Buchan     | DEL    | Inglaterra        | [ 39 ] |
| 2010 | Ian Callaghan      | DEL    | Inglaterra        | [ 40 ] |
| 2010 | Ray Clemence       | POR    | Inglaterra        | [ 41 ] |
| 2010 | Johnny Giles       | MED    | Irlanda           | [ 41 ] |
| 2010 | Francis Lee        | DEL    | Inglaterra        | [ 42 ] |
| 2010 | Alf Ramsey         | DEF    | Inglaterra        | [ 43 ] |
| 2010 | Clem Stephenson    | DEL    | Inglaterra        | [ 44 ] |
| 2013 | Raich Carter       | DEL    | Inglaterra        | [ 45 ] |
| 2013 | Eddie Gray         | MED    | Escocia           | [ 45 ] |
| 2013 | Cliff Jones        | DEL    | Gales             | [ 45 ] |
| 2013 | Matt Le Tissier    | DEL    | Inglaterra        | [ 45 ] |
| 2013 | Mike Summerbee     | MED    | Inglaterra        | [ 45 ] |
| 2013 | Ray Wilkins        | MED    | Inglaterra        | [ 45 ] |
| 2014 | Trevor Francis     | DEL    | Inglaterra        | [ 46 ] |
| 2014 | Hughie Gallacher   | DEL    | Escocia           | [ 46 ] |
| 2014 | Jimmy McIlroy      | DEL    | Irlanda del Norte | [ 46 ] |
| 2014 | Michael Owen       | DEL    | Inglaterra        | [ 46 ] |
| 2014 | Patrick Vieira     | MED    | Francia           | [ 46 ] |
| 2015 | Ivor Allchurch     | DEL    | Gales             | [ 47 ] |
| 2015 | Bob Crompton       | DEF    | Inglaterra        | [ 48 ] |
| 2015 | Norman Hunter      | DEF    | Inglaterra        | [ 48 ] |
| 2015 | Paul McGrath       | DEF    | Irlanda           | [ 48 ] |
| 2015 | Alan Mullery       | MED    | Inglaterra        | [ 48 ] |
| 2015 | Gary Neville       | DEF    | Inglaterra        | [ 48 ] |
| 2015 | Stuart Pearce      | DEF    | Inglaterra        | [ 48 ] |
| 2016 | Rio Ferdinand      | DEF    | Inglaterra        | [ 49 ] |
| 2016 | Denis Irwin        | DEF    | Irlanda           | [ 49 ] |
| 2016 | Mark Lawrenson     | DEF    | Irlanda           | [ 49 ] |
| 2016 | Billy Liddell      | MED    | Escocia           | [ 49 ] |
| 2016 | John Robertson     | MED    | Escocia           | [ 49 ] |
| 2016 | David Seaman       | POR    | Inglaterra        | [ 49 ] |
| 2016 | Neville Southall   | POR    | Gales             | [ 49 ] |
| 2016 | Gordon Strachan    | MED    | Escocia           | [ 49 ] |
| 2017 | Billy Bonds        | DEF    | Inglaterra        | [ 50 ] |
| 2017 | Steven Gerrard     | MED    | Inglaterra        | [ 50 ] |
| 2017 | Frank Lampard      | MED    | Inglaterra        | [ 50 ] |
| 2017 | Charlie Roberts    | DEF    | Inglaterra        | [ 51 ] |
| 2017 | Gary Speed         | MED    | Gales             | [ 50 ] |
| 2017 | Bob Wilson         | POR    | Escocia           | [ 50 ] |
| 2019 | Cyrille Regis      | DEL    | Inglaterra        | [ 52 ] |
| 2020 | Justin Fashanu     | DEL    | Inglaterra        | [ 53 ] |
| 2022 | Sergio Agüero      | DEL    | Argentina         |        |
| 2022 | Didier Drogba      | DEL    | Costa de Marfil   |        |
| 2022 | Vincent Kompany    | DEF    | Bélgica           |        |
| 2022 | Peter Schmeichel   | POR    | Dinamarca         |        |

### Mujeres

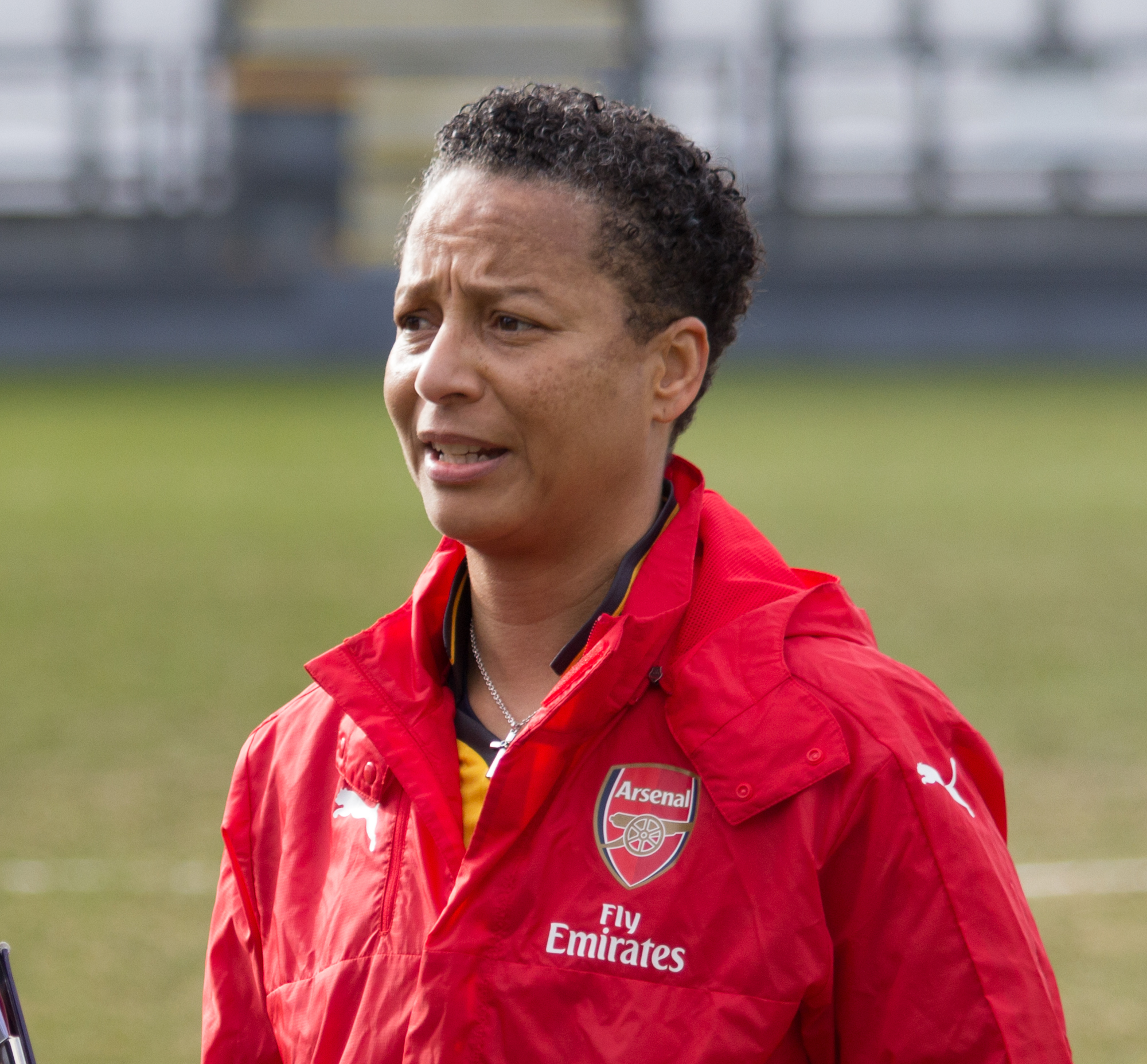
Hope Powell.

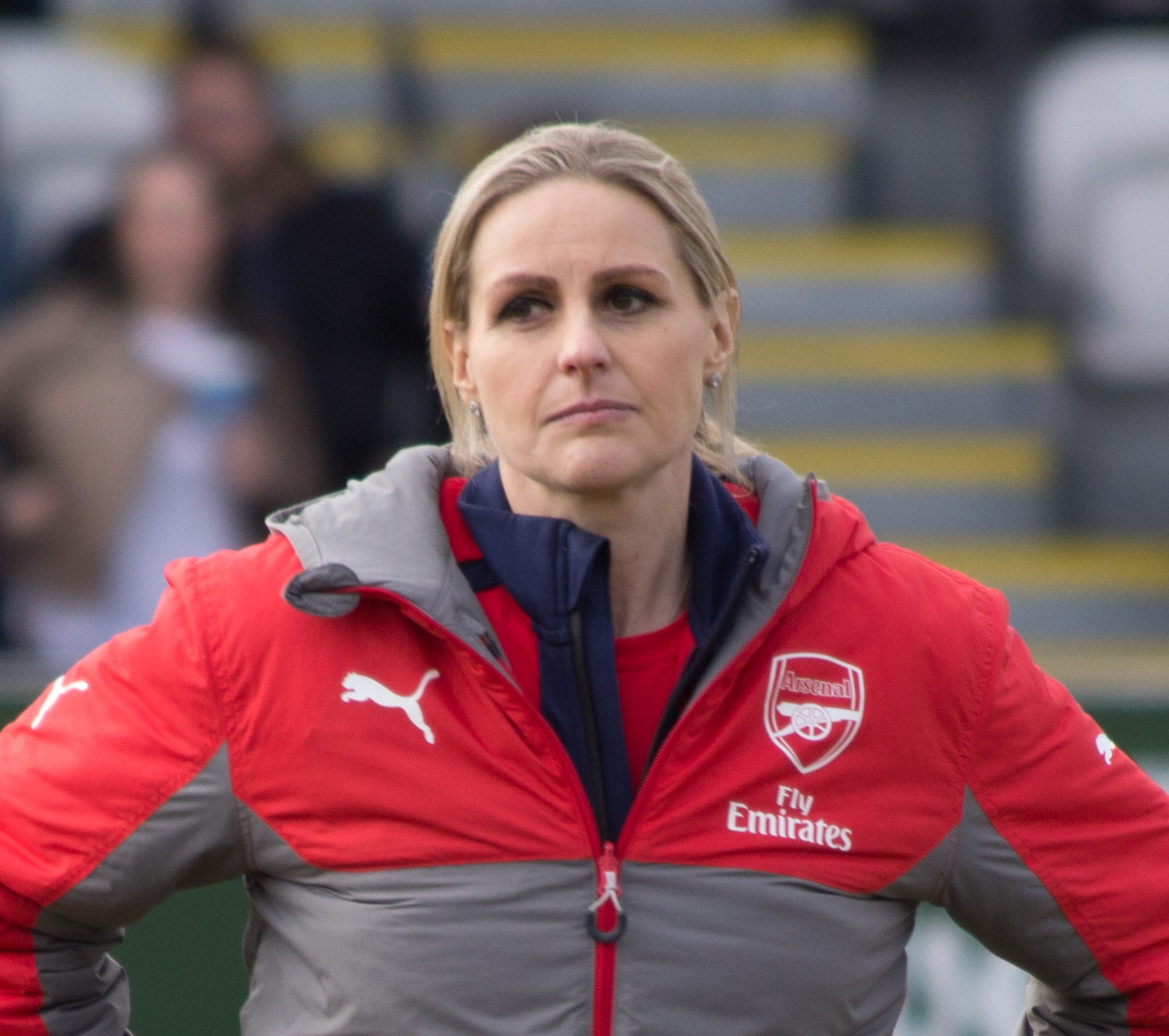
Kelly Smith.

| Año  | Nombre              | Puesto | Nacionalidad | Ref.   |
| ---- | ------------------- | ------ | ------------ | ------ |
| 2002 | Lily Parr           | DEL    | Inglaterra   | [ 1 ]  |
| 2003 | Hope Powell         | DEF    | Inglaterra   |        |
| 2004 | Sue Lopez           | DEF    | Inglaterra   | [ 54 ] |
| 2005 | Debbie Bampton      | MED    | Inglaterra   | [ 55 ] |
| 2006 | Gillian Coulthard   | MED    | Inglaterra   | [ 56 ] |
| 2007 | Karen Walker        | DEL    | Inglaterra   |        |
| 2007 | Joan Whalley        | MED    | Inglaterra   | [ 57 ] |
| 2008 | Pauline Cope        | DEL    | Inglaterra   | [ 58 ] |
| 2009 | Marieanne Spacey    | DEL    | Inglaterra   | [ 59 ] |
| 2010 | Brenda Sempare      | MED    | Inglaterra   | [ 60 ] |
| 2013 | Sheila Parker       | DEL    | Inglaterra   | [ 61 ] |
| 2014 | Sylvia Gore         | DEL    | Inglaterra   | [ 46 ] |
| 2015 | Faye White          | DEF    | Inglaterra   | [ 48 ] |
| 2016 | Rachel Brown-Finnis | POR    | Inglaterra   | [ 49 ] |
| 2016 | Rachel Unitt        | DEF    | Inglaterra   |        |
| 2017 | Kelly Smith         | DEL    | Inglaterra   | [ 50 ] |
| 2017 | Rachel Yankey       | MED    | Inglaterra   |        |
| 2019 | Alex Scott          | DEF    | Inglaterra   | [ 62 ] |
| 2021 | Karen Carney        | MED    | Inglaterra   | [ 63 ] |

### Entrenadores

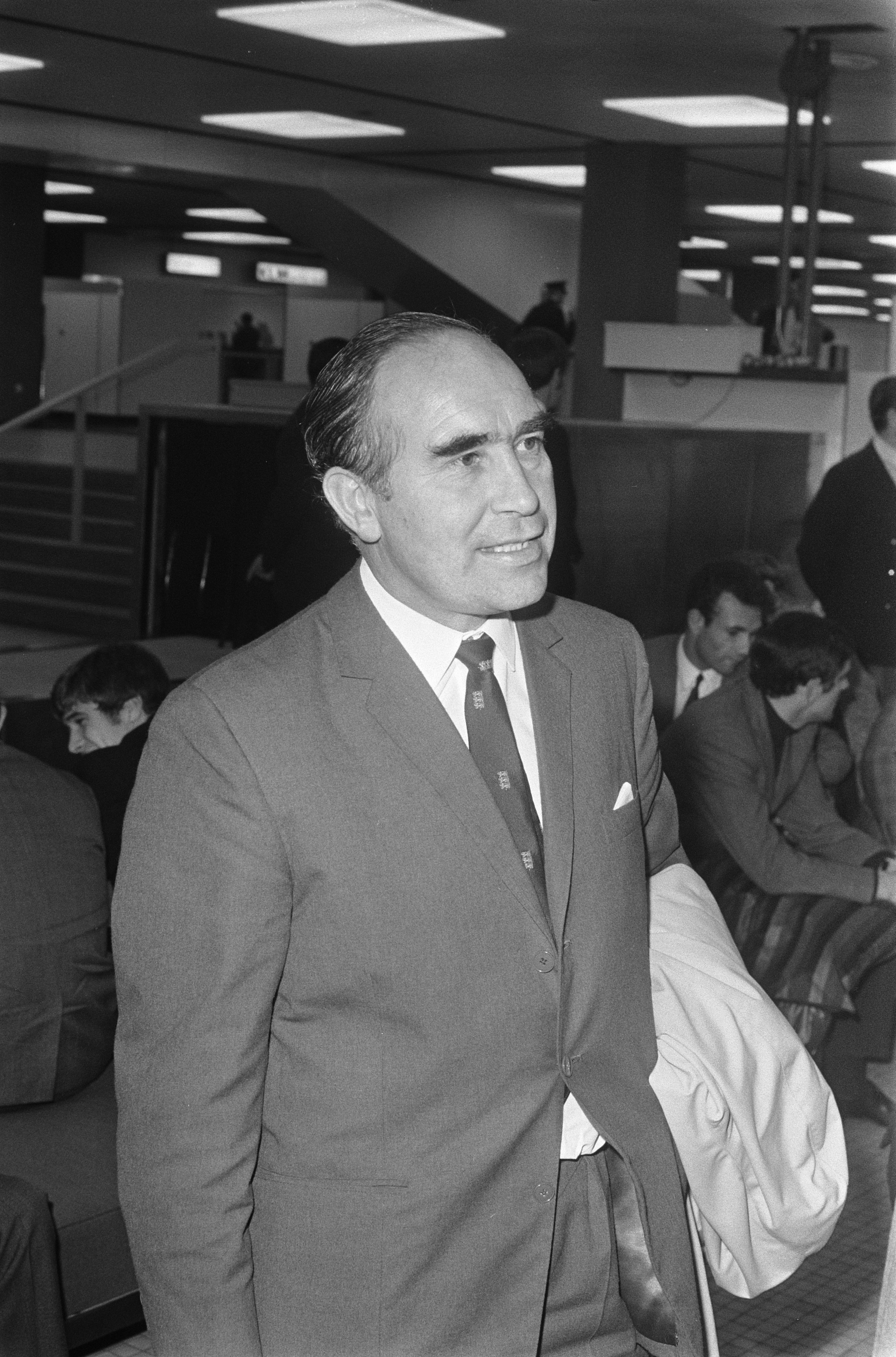
Alf Ramsey, incluido como entrenador en 2002, y posteriormente como jugador en 2010.

| Año  | Nombre              | Nacionalidad | Ref.   |
| ---- | ------------------- | ------------ | ------ |
| 2002 | Matt Busby          | Escocia      | [ 64 ] |
| 2002 | Brian Clough        | Inglaterra   |        |
| 2002 | Alex Ferguson       | Escocia      |        |
| 2002 | Bob Paisley         | Inglaterra   |        |
| 2002 | Alf Ramsey          | Inglaterra   |        |
| 2002 | Bill Shankly        | Escocia      |        |
| 2003 | Herbert Chapman     | Inglaterra   |        |
| 2003 | Stan Cullis         | Inglaterra   |        |
| 2003 | Bill Nicholson      | Inglaterra   |        |
| 2003 | Bobby Robson        | Inglaterra   |        |
| 2004 | Dario Gradi         | Inglaterra   | [ 65 ] |
| 2004 | Don Revie           | Inglaterra   | [ 66 ] |
| 2005 | Howard Kendall      | Inglaterra   |        |
| 2005 | Walter Winterbottom | Inglaterra   | [ 67 ] |
| 2006 | Ron Greenwood       | Inglaterra   |        |
| 2006 | Arsène Wenger       | Francia      |        |
| 2007 | Terry Venables      | Inglaterra   | [ 68 ] |
| 2008 | Bertie Mee          | Inglaterra   | [ 69 ] |
| 2009 | Malcolm Allison     | Inglaterra   | [ 70 ] |
| 2009 | Joe Mercer          | Inglaterra   | [ 71 ] |
| 2010 | Harry Catterick     | Inglaterra   | [ 41 ] |

-
|2003
! scope="row" |Petr Čech
|Por
| Irlanda del Norte
|
-

## Otros premios
En el 2004 fue introducido Sepp Blatter, entonces presidente de la FIFA. 
En 2008 se incluyó premiar a planteles históricos del fútbol inglés. Los campeones de la Copa de Europa, el Manchester United de 1968 y el Liverpool de 1978 fueron los primeros. En 2009 fueron incluidos los Busby Babes del Manchester United de la década de los 50 y los equipos del Manchester City de la década de los 60. En 2010 la selección inglesa campeona del mundo fue incluida.
Para el 2011 se incluyó al Aston Villa ganador de la Copa de Europa 1982. En 2014, el "equipo invencible" del Preston North End 1888 se ganó un lugar en el salón. El último en entrar fue el equipo del Nottingham Forest que ganó la Copa de Europa de 1979 y 1980.
En 2015 se incluyó a Jimmy Hill.